# Tetovišnjak - podmorje
Tetovišnjak - podmorje este o arie protejată (sit de importanță comunitară — SCI) din Croația întinsă pe o suprafață de 515,28 ha, integral marine.

## Localizare
Centrul sitului Tetovišnjak - podmorje este situat la coordonatele 43°43′45″N 15°35′35″E / 43.729068°N 15.593099°E.

## Înființare
Situl Tetovišnjak - podmorje a fost declarat sit de importanță comunitară în iulie 2013 pentru a proteja un număr necunoscut de specii din flora spontană și fauna sălbatică aflate în arealul zonei.

## Biodiversitate
Situată în ecoregiunea marină mediteraneană, aria protejată conține 2 habitate naturale: Recifuri, Straturi cu Posidonia (Posidonion oceanicae).
La baza desemnării sitului se află un număr nedeclarat de specii protejate.